# Weavers Needle
Weavers Needle ist eine rund 300 Meter hohe Säule aus Stein und zugleich die unverwechselbare Spitze des gleichnamigen Berges (1388 Meter) in den Superstition Mountains östlich von Phoenix im US-Bundesstaat Arizona.
Weavers Needle liegt in einer Wüstenlandschaft von Kakteen und Mesquiten umgeben im Tal der ehemaligen Lost Dutchman’s Gold Mine. Der Gipfel wurde nach dem Goldsucher und Forscher Pauline Weaver (1797–1867) benannt.
Nach historischen Aufzeichnungen hat die Weavers Needle eine bedeutende Rolle in den Geschichten der Lost Dutchman Goldmine gespielt. Die Nadelspitze soll durch ihren Schattenwurf angeblich die Stelle einer reichen Goldader angezeigt haben.